# Leising (Beilngries)
Leising ist ein Ortsteil der Stadt Beilngries im oberbayerischen Landkreis Eichstätt.

## Lage
Das Kirchdorf liegt südöstlich des Gemeindesitzes Beilngries im Altmühltal an der Staatsstraße 2230.

## Geschichte

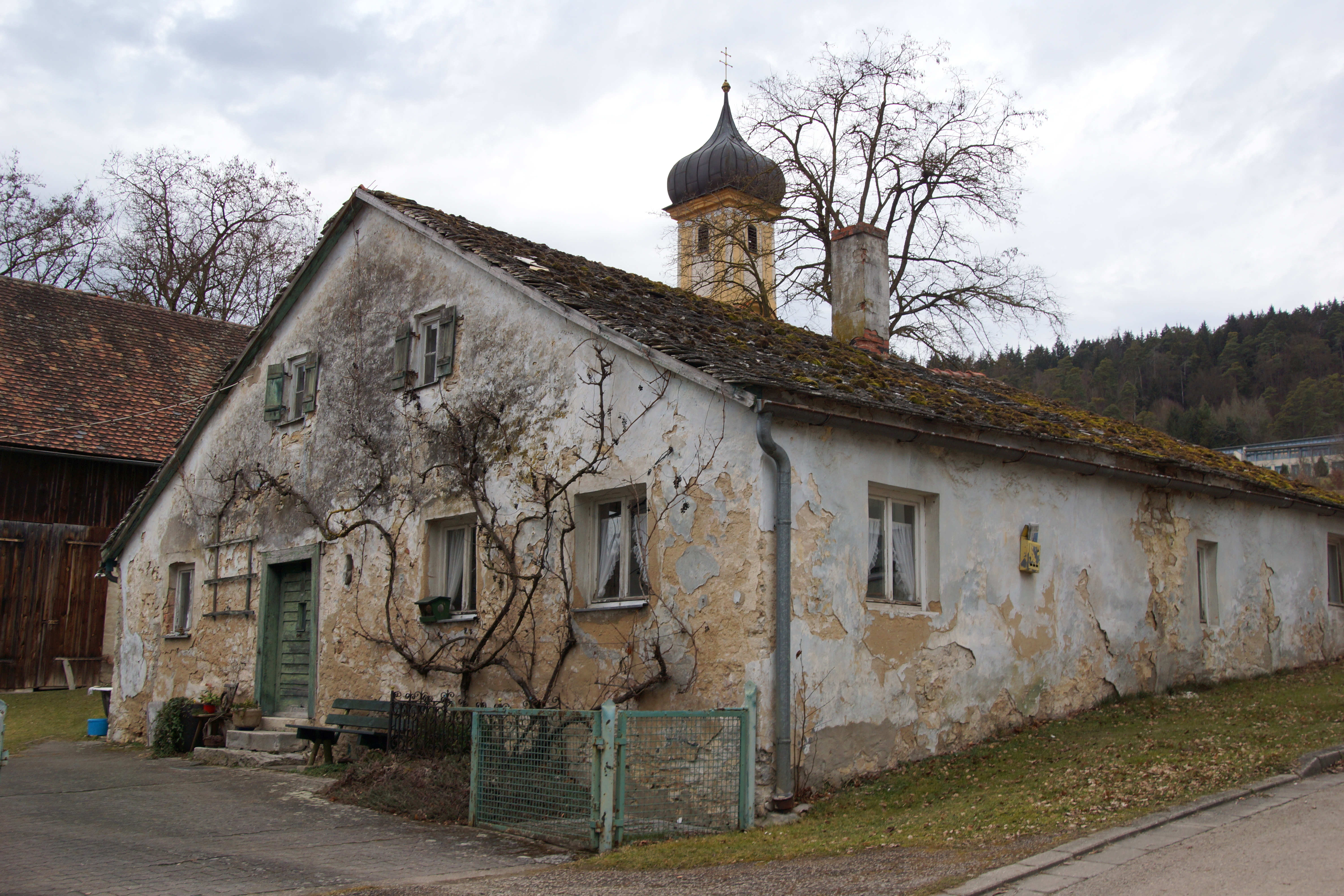
Jurahaus mit Steinplattendach in Leising

Bei Leising wurde ein Grab der Hallstattzeit gefunden.
Um 1180 wird „Luzigin“ (= Sippensiedlung des Luzo) (auch: „Leuzigin“) erstmals urkundlich erwähnt, als Gozwin von Grögling und Burkhard von Sein dem Klosterstift Berchtesgaden Güter schenkten. Um 1183 weihte der Eichstätter Bischof Otto eine Kirche in „Luzingen“. Neben dem Bischof waren – im späteren Mittelalter – die Landgrafen von Leuchtenberg mit zwei Fischgütern und bis zur Mitte des 15. Jahrhunderts das Kloster Kastl hier begütert, während der Berchtesgadener Besitz um diese Zeit nicht mehr aufscheint. Nach und nach kamen alle Anwesen in den Besitz des Bischofs. Ende des 18. Jahrhunderts zählte der Ort sieben Haushalte, die alle dem fürstbischöflichen Oberamt Hirschberg abgabepflichtig waren. Der Ort gehörte zur Ehehaft Irfersdorf.
Im Zuge der Säkularisation kam 1802 das untere Hochstift, zu dem Leising im Kastenamt Beilngries gehörte, an Großherzog Erzherzog Ferdinand III. von Toskana und 1806 an das Königreich Bayern. Bis dahin zusammen mit Pfenninghof eine Gemeinde, wurden 1809 Kottingwörth, Kottingwörthermühle, Leising und Pfenninghof zu einem Steuerdistrikt, ab 1811 zu einer Ruralgemeinde zusammengeschlossen. 1810 gehörte diese Gemeinde zum Oberdonaukreis mit der Hauptstadt Eichstätt und ab 1817 zum Regenkreis und der Hauptstadt Regensburg. Ab 1838 war der Bezirk Beilngries und mit ihm Leising Teil des Kreises Mittelfranken mit der Hauptstadt Ansbach.
Mit der bayerischen Gebietsreform wurde die Gemeinde Kottingwörth zusammen mit Leising zum 1. Mai 1978 in die Stadt Beilngries eingegliedert. 1973 wurden 80 und 1983 59 Einwohner gezählt, die sich in sieben Nebenerwerbsbetrieben landwirtschaftlich betätigten.

## Katholische Filialkirche St. Michael

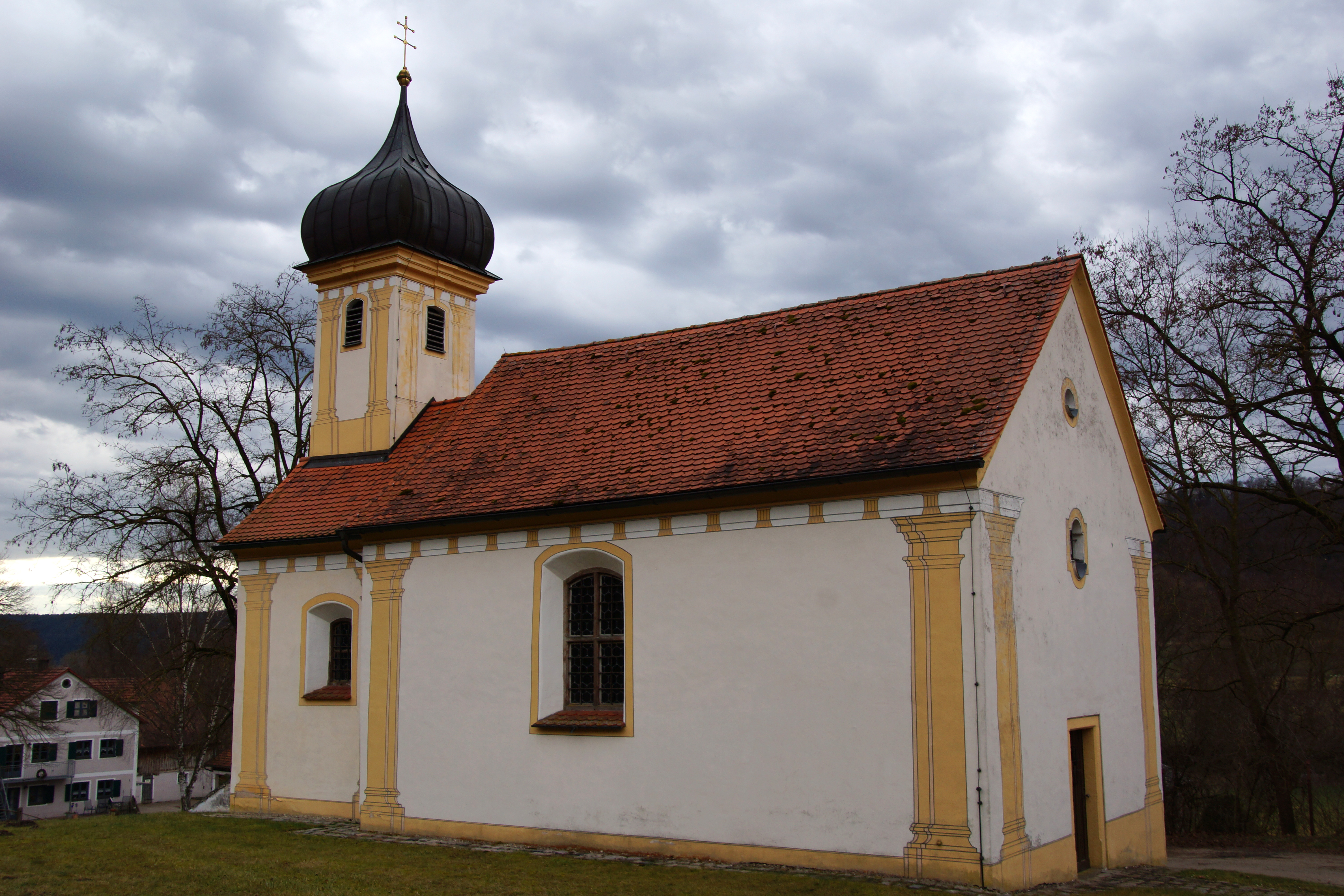
St. Michael in Leising

Leising ist eine Filiale der Urpfarrei Kottingwörth. Die Kirche ist wohl gänzlich im 17. Jahrhundert errichtet und später barock verändert worden. Sie besteht aus einem Langhaus mit flacher Holzdecke und eingezogenem, kreuzgratgewölbten Chor mit aufgesetztem kleinen Turm, der eine Zwiebelhaube trägt. Der hochbarocke, zweisäulige Hauptaltar weist ein Altarblatt und ein rundes Oberbild auf; das Altarblatt zeigt den Sturz des Luzifer durch den Erzengel Michael. Im Oberbild ist Gottvater, Jesus Christus und in Gestalt einer Taube der Heilige Geist zu sehen. Am Altar stehen zwei bemalte Holzfiguren aus der Zeit um 1500: der Kirchenpatron als Seelenwäger und die hl. Katharina mit Rad und Schwert. Bis zum Beginn des 19. Jahrhunderts ist hier eine Wallfahrt zu den Vierzehn Nothelfern bezeugt; ein barockes Tafelbild mit diesen Heiligen und dem hl. Christophorus in der Mitte befindet sich am Seitenaltar. Votivtafeln weisen auf entsprechende Gebetserhörungen hin. – Das Geläute besteht aus einer Glocke des 15. und einer des 18. Jahrhunderts.

## Sonstiges
In Leising betreibt die ABG Akademie Bayerischer Genossenschaften seit 1980 im ehemaligen Hotelkomplex St. Petri ein Tagungszentrum.